# Muse
Muse este o formație rock din Anglia, formată în Teignmouth, Devon în 1994, compusă din Matthew Bellamy (vocal, chitară, pian, clape), Chris Wolstenholme (fundal vocal, chitară bas, clape) și Dominic Howard (tobe și percuție). Sunetul lor este o împletitură de rock alternativ, indie rock, muzică clasică, electronică, heavy metal și rock progresiv. Formația e cunoscută pentru activitatea scenică plină de energie și interesele excentrice ale lui Matthew Bellamy în conspirație mondială, viața extraterestră, teologie și apocalipsă. Au compus nouă albume, dintre care primul, Showbiz, a apărut în 1999. Cel mai apreciat de critici, Black Holes & Revelations (2006), a adus formației o nominalizare la Mercury Prize.

## Membrii formației
Membri oficiali

Logo-ul formației

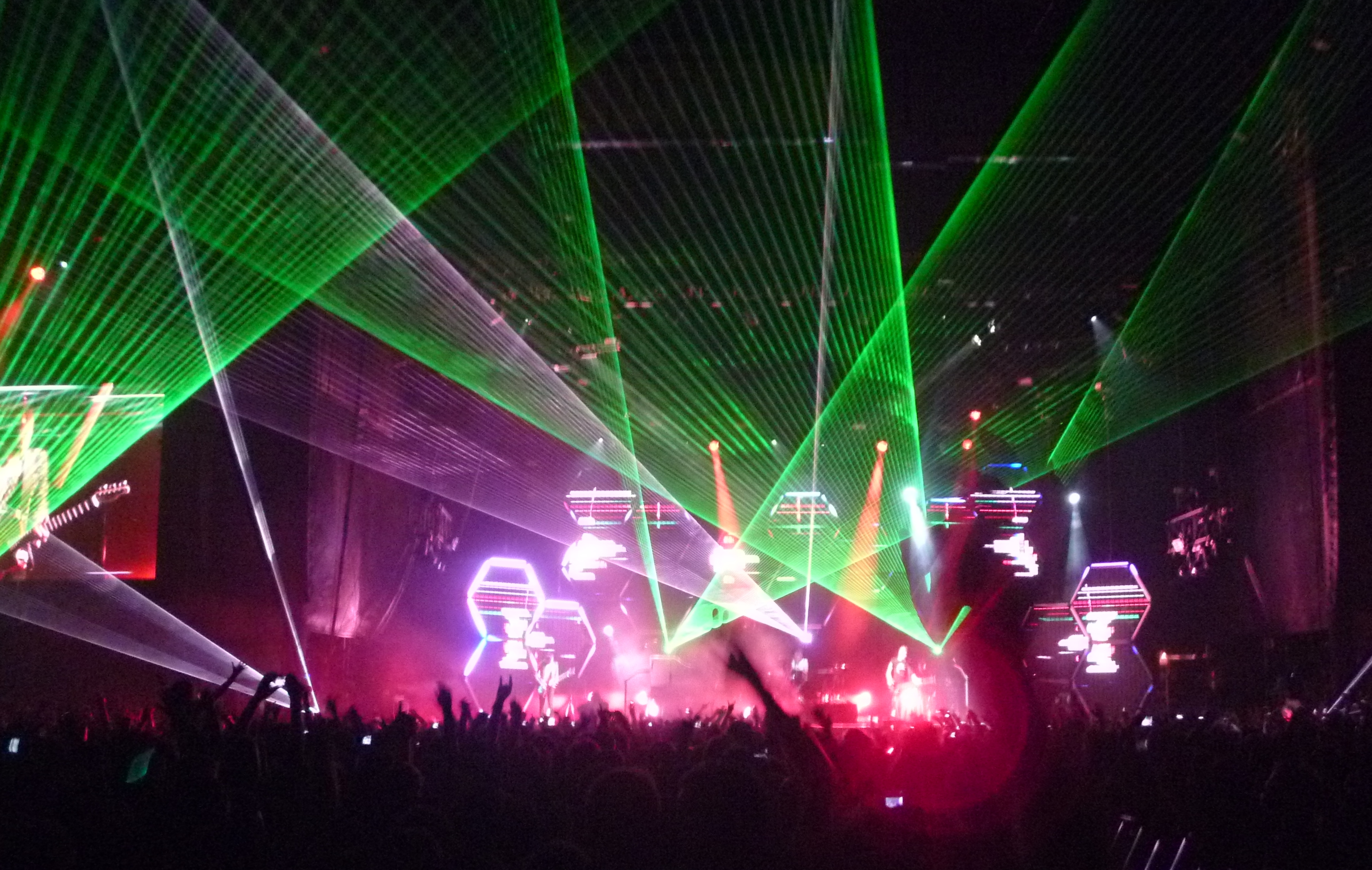
Muse în San Francisco, 13 august 2011

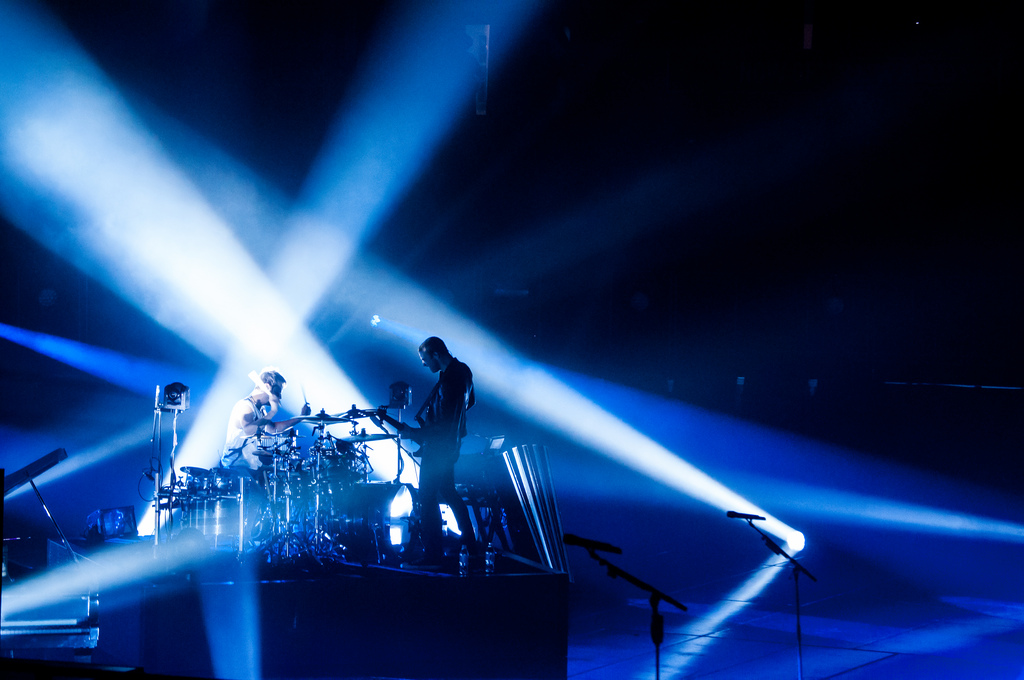
Muse ecoluând la Air Canada Centre, Toronto, pe 10 aprilie 2013

- Matthew Bellamy – vocal, chitare, clape, sintetizatoare (1994–prezent)
- Christopher Wolstenholme – chitară bas, back vocal, clape, armonică (1994–prezent)
- Dominic Howard – baterie, percuție, sintetizatoare (1994–prezent)

Muzicieni de turnee
- Morgan Nicholls – clape, sampler, percuție, chitară, back vocal (2004, 2006–present)
- Dan "The Trumpet Man" Newell – trompetă (2006–2008)
- Alessandro Cortini – clape, sintetizatoare (2009)

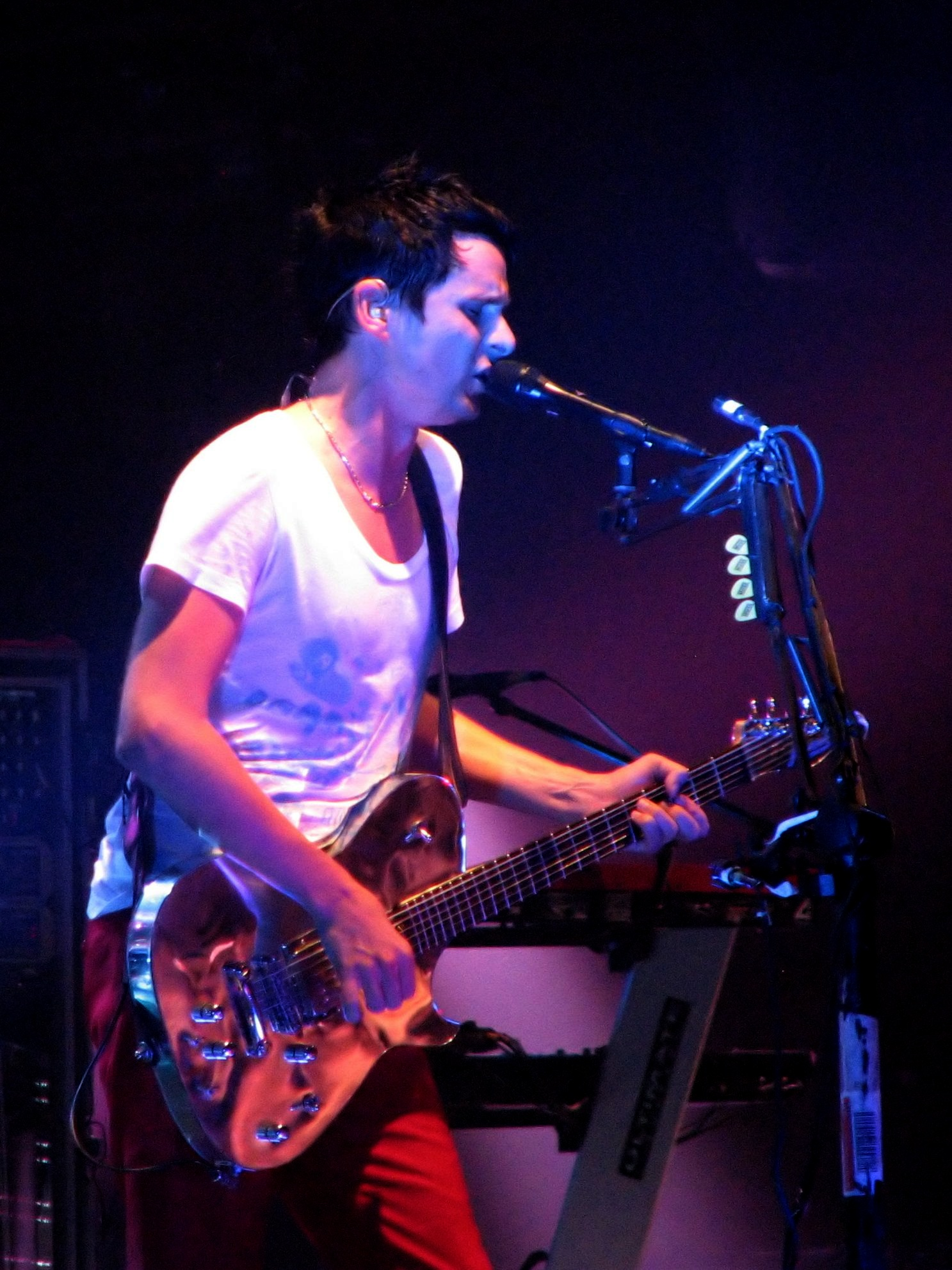
Matthew Bellamy

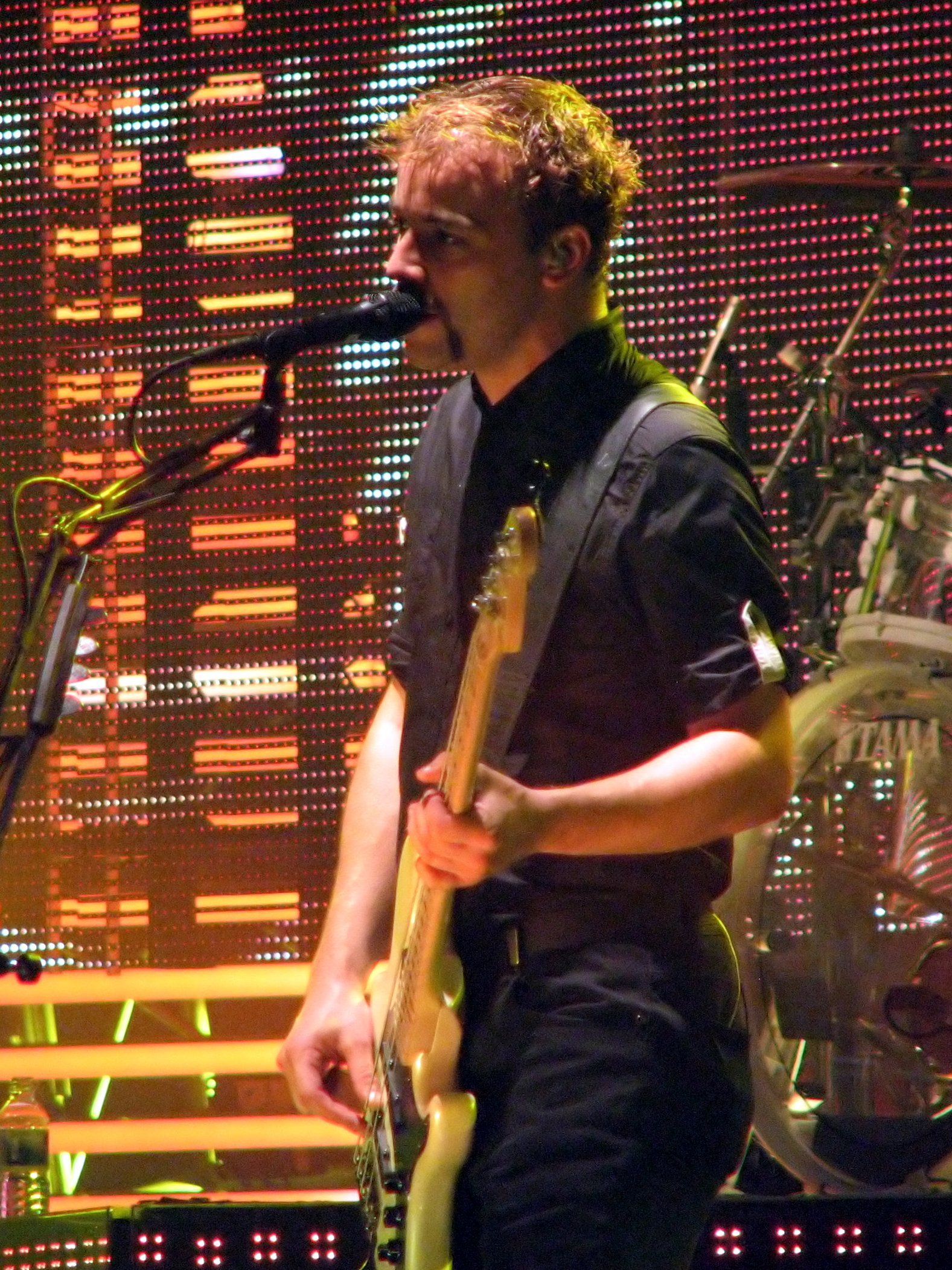
Christopher Wolstenholme

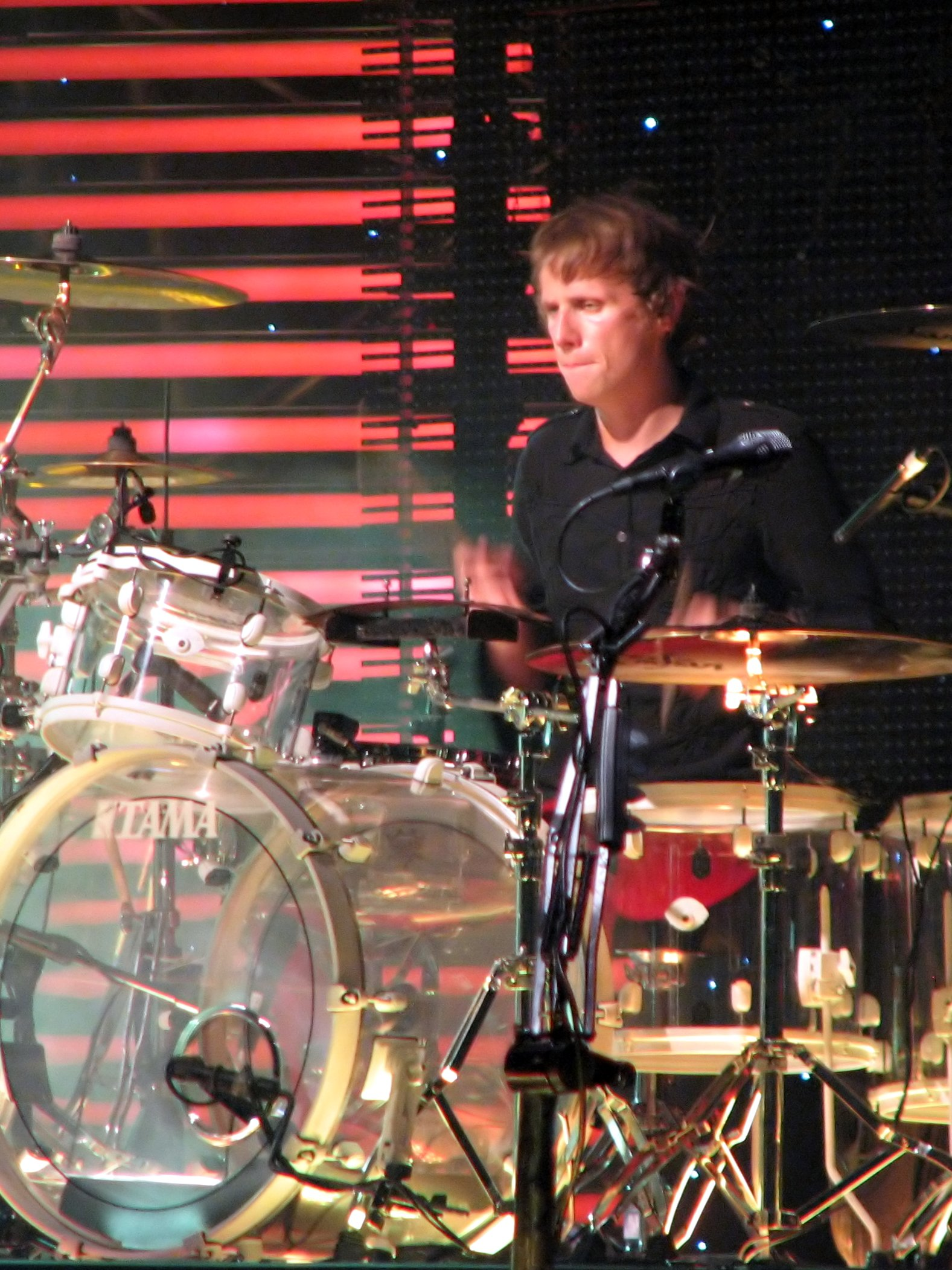
Dominic Howard

## Discografie
- Showbiz (1999)
- Origin of Symmetry (2001)
- Absolution (2003)
- Black Holes and Revelations (2006)
- The Resistance (2009)
- The 2nd Law (2012)
- Drones (2015)
- Simulation Theory (2018)
- Will of the People (2022)

### Single-uri
| An   | Cântec                                     | Top UK | Album                                      |
| ---- | ------------------------------------------ | ------ | ------------------------------------------ |
| 1999 | "Uno"                                      | 73     | Showbiz                                    |
| 1999 | "Cave"                                     | 52     | Showbiz                                    |
| 1999 | "Muscle Museum"                            | 43     | Showbiz                                    |
| 2000 | "Sunburn"                                  | 22     | Showbiz                                    |
| 2000 | "Unintended"                               | 20     | Showbiz                                    |
| 2001 | "Plug In Baby"                             | 11     | Origin of Symmetry                         |
| 2001 | "New Born"                                 | 12     | Origin of Symmetry                         |
| 2001 | "Bliss"                                    | 22     | Origin of Symmetry                         |
| 2001 | "Hyper Music/Feeling Good"                 | 24     | Origin of Symmetry                         |
| 2002 | "Dead Star/In Your World"                  | 13     | Hullabaloo Soundtrack                      |
| 2003 | "Stockholm Syndrome"                       | 31     | Absolution                                 |
| 2003 | "Time Is Running Out"                      | 8      | Absolution                                 |
| 2003 | "Hysteria"                                 | 17     | Absolution                                 |
| 2004 | "Sing for Absolution"                      | 16     | Absolution                                 |
| 2004 | "Apocalypse Please"                        | 10     | Absolution                                 |
| 2004 | "Butterflies and Hurricanes"               | 14     | Absolution                                 |
| 2006 | "Supermassive Black Hole"                  | 4      | Black Holes and Revelations                |
| 2006 | "Starlight"                                | 13     | Black Holes and Revelations                |
| 2006 | "Knights of Cydonia"                       | 10     | Black Holes and Revelations                |
| 2007 | "Invincible"                               | 21     | Black Holes and Revelations                |
| 2007 | "Map of the Problematique"                 | 18     | Black Holes and Revelations                |
| 2009 | "Uprising"                                 | 9      | The Resistance                             |
| 2009 | "Undisclosed Desires"                      | 49     | The Resistance                             |
| 2010 | "Resistance"                               | 38     | The Resistance                             |
| 2010 | "Exogenesis: Symphony"                     | —      | The Resistance                             |
| 2010 | "Neutron Star Collision (Love Is Forever)" | 11     | Saga Amurg: Eclipsa (soundtrack)           |
| 2012 | "Survival"                                 | 22     | The 2nd Law                                |
| 2012 | "Madness"                                  | 25     | The 2nd Law                                |
| 2012 | "Follow Me"                                | —      | The 2nd Law                                |
| 2013 | "Supremacy"                                | 58     | The 2nd Law                                |
| 2013 | "Panic Station"                            | —      | The 2nd Law                                |
| 2015 | "Psycho"                                   | 55     | Drones                                     |
| 2015 | "Dead Inside"                              | 71     | Drones                                     |
| 2015 | "Mercy"                                    | 126    | Drones                                     |
| 2015 | "Revolt"                                   | —      | Drones                                     |
| 2016 | "Aftermath"                                | —      | Drones                                     |
| 2016 | "Reapers"                                  | 127    | Drones                                     |
| 2017 | "Dig Down"                                 | —      | Simulation Theory                          |
| 2018 | "Thought Contagion"                        | 76     | Simulation Theory                          |
| 2018 | "Something Human"                          | —      | Simulation Theory                          |
| 2018 | "The Dark Side"                            | —      | Simulation Theory                          |
| 2018 | "Pressure"                                 | 96     | Simulation Theory                          |
| 2021 | "Citizen Erased"                           | —      | Origin of Symmetry (XX Anniversary RemiXX) |
| 2022 | "Won't Stand Down"                         | 56     | Will of the People                         |
| 2022 | "Compliance"                               | —      | Will of the People                         |
| 2022 | "Will of the People"                       | —      | Will of the People                         |
| 2022 | "Kill or Be Killed"                        | —      | Will of the People                         |
| 2022 | "You Make Me Feel Like It's Halloween"     | —      | Will of the People                         |

## Turnee de concerte
- Showbiz Tour (1999-00)
- Origin of Symmetry Tour (2001-02)
- Absolution Tour (2003-05)
- Black Holes and Revelations Tour (2006-08)
- The Resistance Tour (2009-11)
- The 2nd Law World Tour (2012-14)
- Psycho Tour (2015)
- Drones World Tour (2015–2016)
- North American Tour (alături de Thirty Seconds to Mars și Pvris) (2017)
- Simulation Theory World Tour (2019)
- Will of the People World Tour (2022–2023)